# 毎日興業
毎日興業株式会社（まいにちこうぎょう、Mainichikogyo co,.ltd.）は、埼玉県さいたま市大宮区に所在するビルメンテナンス会社。

## 概要
建物安全管理・建物運営・建物設備管理・建物清掃管理・環境衛生管理・マンション管理・建築/設備/設計/施工等の業務を行っている他、指定管理者制度により、公共施設の管理・運営も行っている。
1973年（昭和48年）創業。不動産会社に勤めていた創業者が新たに立ち上げた会社で、当初はビル清掃を行っていた。その後はビルの電気設備、警備から指定管理者受託と、業務を拡大している。

## 事業内容
- 建物安全管理 - 機械警備、警備業務、受付業務
- 建物運営 - 巡回設備点検業務、検針業務、管理員業務、特殊建築物等定期調査・報告、建築設備定期検査・報告、ファシリティマネジメント、ビルリニューアル、不動産管理受託業務、公共料金等請求代行業務、消防設備点検業務、防火対象物点検業務
- 建物設備管理 - 給水設備、排水設備、消防設備、電気設備、空調設備、昇降機設備、駐車場設備
- 建物清掃管理 - 定期清掃、日常清掃、特別清掃、塵芥処理、客室整備、外壁清掃、床清掃、壁面清掃、天井清掃
- 環境衛生管理 - リースマット、植栽管理業務、水質検査、害虫駆除、空気環境測定、環境衛生管理技術者巡回業務
- マンション管理 - マンション管理業務、収納業務代行
- 建築/設備/設計/施工 - 建築物の新築・増改築・改修、給水設備、排水設備、消防設備、電気設備、空調設備、機械警備設備、省電力装置
- 一級建築士事務所 - 建築物の新築・増改築設計業務、建物診断業務、建物改修提案業務
- 指定管理者事業 - 公共施設管理・運営

## 指定管理物件
- さいたま市大宮武道館（毎日興業株式会社・特定非営利活動法人さいたまスポーツクラブ共同事業体）[3]
- さいたま市産業文化センター（毎日興業・首都圏建物サービス協同組合JV）
- 久喜市総合体育館等（毎日・シミズ・首都圏共同事業体）
- 野田市関宿総合公園及び野田市営関宿少年野球場（毎日・首都圏・シンコースポーツ共同事業体）
- 北本市体育センター（毎日･首都圏・北本共同事業体)
- 練馬区立スポーツ施設（Cグループ）（毎日･首都圏・練馬共同事業体）
- 羽生勤労者総合福祉センター
- ふじみ野市立産業文化センター
- ふじみ野市立市民交流プラザ・コスモスホール

## グループ企業
- 株式会社ビルテクノマイニチ
- 株式会社アクセル
- 株式会社ビルヒット
- 有限会社パル
- 首都圏建物サービス協同組合

## その他
2007年より大宮アルディージャの公式スポンサーとなっている。特に聴覚障害者の視点から「手話による応援」に力を入れており、同社が呼びかける形で毎年夏に同チームのホームゲームで「手話応援」イベントを行っている。